# Четвёртый интернационал (посадистский)
Четвертый интернационал (посадистский) — троцкистский политический интернационал. Основан в 1962 году Хуаном Посадасом, лидером Латиноамериканского бюро Четвёртого Интернационала в 1950-е годы и секции Четвёртого Интернационала в Аргентине.

## История
После раскола Четвёртого интернационала в 1953 году сторонники Хуана Посадаса, лидера аргентинской Революционной рабочей партии, поддерживали руководство Международного секретариата.
Однако уже в 1959 году у сторонников Посадаса начался конфликт с большинством МС ЧИ по вопросу о ядерной войне.
Другим вопросом, ставшим причиной конфликта, было сотрудничество с Международным комитетом Четвёртого интернационала (ставшим в 1953 году инициатором раскола), с которым Международный секретариат тогда вёл переговоры об объединении. Мишель Пабло и Хуан Посадас были решительными противниками всякого объединения, хотя и по разным причинам.
В 1962 году Посадас окончательно порвал с Четвёртым интернационалом, и основал собственную тенденцию — Четвёртый интернационал (посадистский). Посадисты имели свои организации в нескольких странах — на Кубе, в Боливии, Бразилии, Аргентине и некоторых других странах Латинской Америки. К концу 1960-х годов они насчитывали порядка 1 000 сторонников по всему миру.
После смерти Посадаса в 1981 году интернационала пережил ряд расколов, и в настоящее время практически не функционирует. Тем не менее, в некоторых странах существуют небольшие по численности и влиянию секции этого интернационала, занимающиеся выпуском малотиражных изданий и подобной деятельностью.

## Куба
Посадистский интернационал был единственным, имевшим свою секцию на Кубе в 1960-е годы. Посадистские партизаны вели партизанскую войну вместе с Кастро и Че Геварой. Посадистская группа на Кубе стала достаточно заметна благодаря Кубинской революции, хотя и играла в ней незначительную роль.
Когда они откололись от Четвёртого интернационала, кубинская секция — Революционная рабочая партия (троцкистская) — поддержала посадистов. Однако затем отношения РРП с правительством Кастро ухудшились. Причиной разногласий была жёсткая позиция РРП к американской военной базе в Гуантанамо и организация к ней марша рабочих города Гуантанамо. Это вызвало раздражение некоторых членов правительства. Происходили и другие столкновения посадистов с кубинским правительством. В апреле 1961 года несколько активистов сталинистской Народно-социалистической партии Кубы устроили набег на штаб-квартиру посадистов, и уничтожили печатное оборудование. Ко второй половине 1960-х годов организация практически потеряла всё своё влияние.

## Первый ядерный удар
На пике Холодной войны Посадас полагал, что ядерная война была неизбежна. Он утверждал, что социалистические страны, обладающие ядерным оружием, должны нанести превентивный ядерный удар, который уничтожит ядерный потенциал капиталистических стран. К тому же, он считал, что ядерная война между США и Советским Союзом инициирует мировую революцию.
Посадас гласно критиковал Московский договор, подписанный в 1963 году Соединёнными Штатами, Советским Союзом, и Великобританией, ибо верил, что ядерная война между США и СССР была неизбежна, и даже желательна, поскольку создаст условия для построения социализма после победы "государств рабочих" и перестройки ими всего общества.

## НЛО и нью-эйдж
В конце 1960-х годов посадисты проявили интерес к проблеме неопознанных летающих объектов, утверждая идею построения социализма на других планетах. С 1968 года Посадас писал, что существование НЛО подтверждает существование на других планетах социализма, так как только социалистическое общество способно создать технологии, необходимые для межзвёздных путешествий. Кроме того, он утверждал, что обитатели НЛО могут помочь в осуществлении социалистической революции на Земле.
В его брошюре «Летающие тарелки, движение вещества и энергии, наука и социализм» (фр. «Les Soucoupes Volantes, le processus de la matiere et de l'energie, la science et le socialisme», англ. «Flying Saucers, the process of matter and energy, science and socialism») Посадас размышлял, что НЛО не будут задерживаться на Земле очень надолго потому, что «капитализм не интересен пилотам НЛО… Также и советская бюрократия им не интересна, так как она не обладает никакими перспективами». Его работа заканчивалась словами:

«Мы должны призывать существ с других планет, чтобы они начали сотрудничать с жителями Земли и помогли преодолеть несчастья. Мы должны просить дать нам их ресурсы, которые могли бы нам помочь».
Одержимость посадистов идеей НЛО стала поводом для иронических замечаний, что Троцкий выступал против теории «социализма в отдельно взятой стране», а Посадас выступает против теории «социализма на отдельно взятой планете».
В дальнейшем посадисты продолжили движение в сторону эзотерики и нью-эйдж. Так, Посадас начал писать о коммуникациях с дельфинами и человеческой жизни под водой.